# Sex or Love?
Sex or Love? è il terzo album di Laura Luca. La cantante, dopo un periodo passato negli Stati Uniti e in Canada, pubblica un album con brani in lingua inglese, francese e spagnolo; anche il nome viene internazionalizzato (Laura Luka). Da questo album venne tratto il singolo "Fango"/"Undici lune", pubblicato nel dicembre 1987; con questo brano la cantante ha partecipato ad una manifestazione musicale giapponese, seguita da un tour in alcune città del Paese.

## Tracce
1. Sex Or Love? (Novella Massaro/Bruno Tavernese)
2. Baby It's Me (L. Lorenzini/B. Tavernese)
3. Amour De Nuit (L. Luca/G. Pezzetti/Lucianofa)
4. Just Wanna Make Love (Bobbie Heatlie)
5. Fango (R. Di Geronimo/B. Tavernese)
6. Miedo De Amar (L. Luca/B. Tavernese)
7. Chez Toi (L. Luca/B. Tavernese)
8. Play Your Game (L. Lorenzini/B. Tavernese)
9. Undici Lune (L. Luca/B. Tavernese)
10. Show Me (R. Di Geronimo)